# 70e à 51e millénaires avant le présent
300e à 201e millénaires AP |
200e à 101e millénaires AP |
100e à 71e millénaires AP |

70e à 51e millénaires avant le présent
|
50e à 41e millénaires AP |
40e à 36e millénaires AP |
35e à 31e millénaires AP
Cet article traite de l’histoire évolutive de la lignée humaine entre 70 000 et 50 000 ans avant le présent (AP). Cinq espèces humaines peuplent alors l’Afrique et l’Eurasie : Homo sapiens, Homo floresiensis, Homo luzonensis, Homo denisovensis et Homo neanderthalensis. Les quatre dernières vont disparaitre il y a entre 50 000 et 30 000 ans. Selon les données génétiques, la dernière sortie d'Afrique d'Homo sapiens aurait eu lieu entre 60 000 et 50 000 ans AP, soit par le Proche-Orient, soit par le détroit de Bab-el-Mandeb à travers la mer Rouge, avant de se diffuser sur toute la planète.

## Évènements
- 70 000 ans avant le présent (AP) : l'étoile de Scholz aurait traversé le nuage de Oort il y a environ 70 000 ans en s'approchant au plus près du Soleil, à environ 0,82 année-lumière, soit 52 000 unités astronomiques ou 8 000 milliards de kilomètres[2]. Selon les connaissances actuelles, aucune autre étoile ne se serait jamais autant approchée du système solaire[3].
- Selon des analyses génétiques, la bactérie Helicobacter pylori, aujourd'hui responsable des ulcères à l'estomac et de leurs dégénérations en cancer (1 % des cas), aurait été déjà présente dans l'estomac d'environ la moitié des Homo sapiens africains il y a 58 000 ans[4].

### Afrique

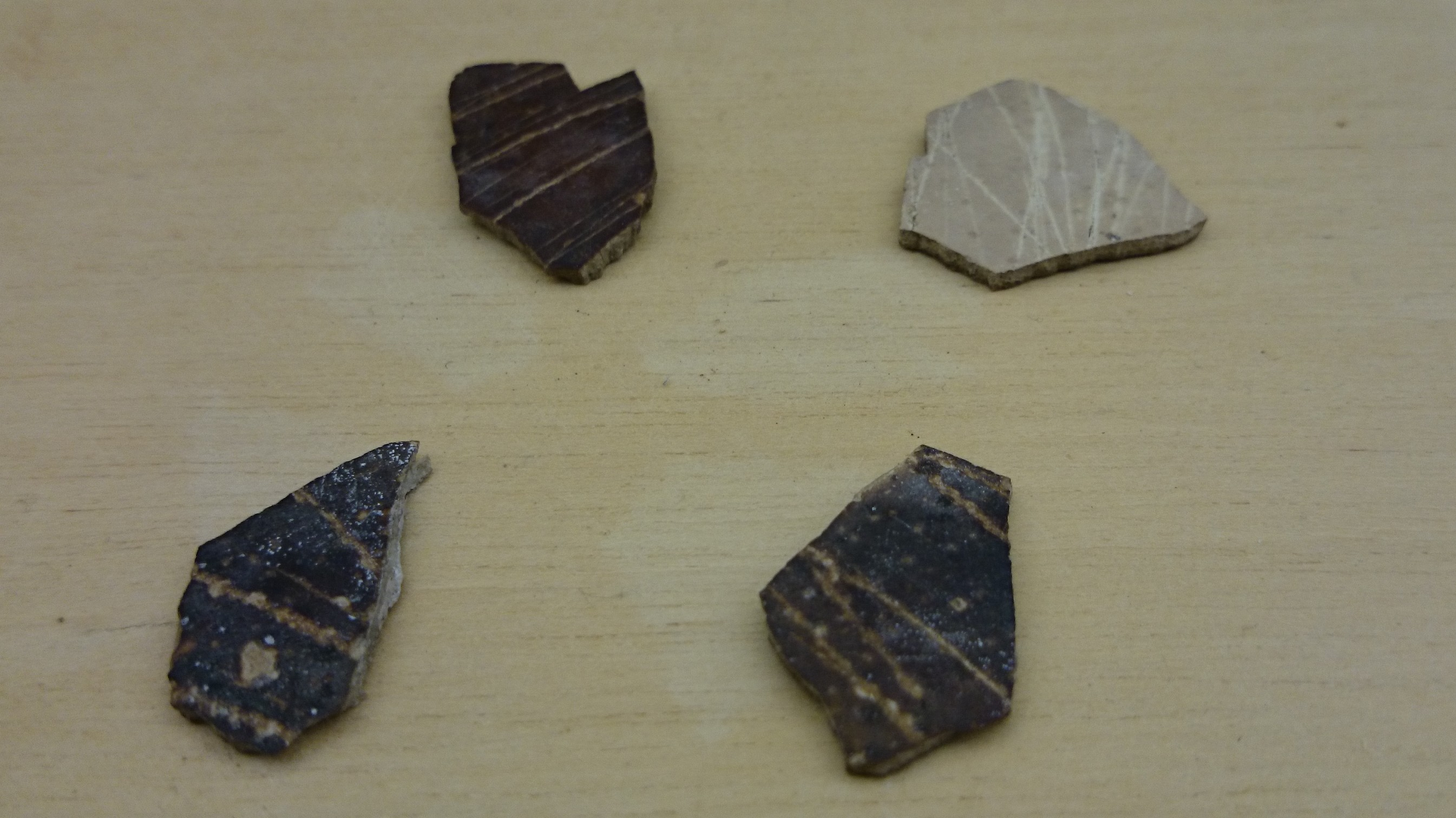
Coquilles d’œufs d’autruche gravées de Diepkloof

- De 65 000 à 59 500 ans avant le présent (AP) : Howiesons Poort, culture lithique du Middle Stone Age d'Afrique australe, du nom du site archéologique de Howieson’s Poort, un abri-sous-roche proche de Grahamstown, en Afrique du Sud[5].
- 60 000 ans AP : le site de Diepkloof, en Afrique du Sud, livre des coquilles d’œufs d’autruche datées de 60 000 ans, utilisées pour conserver l’eau, qui portent des décors gravés abstraits.

### Amérique
- De 70 000 à 15 000 ans AP : ouverture d'un passage terrestre à travers la Béringie[6],[7]. Premières migrations d’Asie vers l'Amérique par la Béringie à une époque discutée. Ces chasseurs-cueilleurs venus de Sibérie s'établissent en Alaska, puis trouvent un passage vers le reste de l'Amérique du Nord, peut-être par la route côtière. On suppose que les hommes qui empruntèrent ce passage poursuivaient le gibier qu’ils chassaient, comme le bison ou le mammouth.
- 56 000 ans AP : vestiges de charbons de bois trouvés sur un site de Pedra Furada, dans la Serra da Capivara, au Brésil, datés en 2003 par le procédé ABOX-SC d'environ 56 000 ans[8]. Une industrie taillée en quartz et quartzite est associée à des aires de combustion datées de 32 160 ± 1000 ans (niveau B, phase « Pedra Furada I ») et de 17 000 ± 400 ans avant le présent (niveau C, phase « Pedra Furada IV »). Du foyer ayant fourni cette dernière date provient en outre une pierre portant semble-t-il des vestiges de colorant rouge[9].

### Asie-Pacifique
- Entre 80 000 et 50 000 ans avant le présent (AP) : les restes fossiles d'un enfant néandertalien d'environ 8 ans ont été découverts en 1938 dans une fosse peu profonde à Teshik-Tash, en Ouzbékistan, montrant à l'époque l'expansion de l'Homme de Néandertal jusqu'en Asie centrale.
- 70 000 ans AP : vestiges d'outils lithiques trouvés dans le sud de l'Inde, à Jwalapuram, juste après la catastrophe de Toba, montrant que cette éruption volcanique aurait peut-être eu des conséquences moindres qu'estimé initialement[10].
- Avant 67 000 ans AP : la grotte de Callao, sur l'ile de Luçon, aux Philippines, livre 13 restes fossiles fragmentaires d'une nouvelle espèce humaine, décrite en 2019, Homo luzonensis. Les chercheurs s'interrogent sur la façon dont cet humain archaïque a pu accéder à une ile qui n'a jamais été reliée au continent au cours des cycles glaciaires du Pléistocène[11].
- 65 000 ans AP : l’abri sous roche de Madjedbebe (en), en Terre d'Arnhem, en Australie, est occupé par des Homo sapiens. Cette date fixe le début de la colonisation de l’Océanie[12]. L’Australie, la Tasmanie et la Nouvelle-Guinée forment alors un seul continent, le Sahul[13]. Des Homo sapiens ont effectué une traversée en haute mer sur une distance d'au moins 100 km, ce qui signifie qu'il maitrisaient les techniques de navigation. L’Australie n'a en effet jamais été reliée au sud-est de l’Asie, même à l’époque où le niveau des mers était très bas, lors des maximums glaciaires.
- Vers 65 000 ans AP : des haches emmanchées au tranchant poli sont produites en Australie du Nord et sont présentes sur le site de Madjedbebe (en), en Terre d'Arnhem, dès les niveaux les plus anciens, il y a 65 000 ans. Cette technique représente une innovation qui répond peut-être à la nécessité de travailler les bois durs de la savane. Les sites livrent des industries lithiques et osseuses variées et adaptées aux environnements locaux.
- Vers 64 000 ans AP : premiers fossiles dénisoviens trouvés dans la grotte de Denisova, dans l'Altaï, en Sibérie.
- 63 000 ans AP : Homme de Tam Pa Ling. Présence d’Homo sapiens attestée par un crâne et une mandibule découverts en 2009, dans la Chaîne Annamitique, au Laos[10].

### Moyen-Orient
- 60 000 ans AP : Moshe (Kébara 2), squelette néandertalien post-crânien parmi les plus complets connus à ce jour, découvert en 1983 dans la grotte de Kébara, en Israël. L'étude de l'os hyoïde a permis de montrer que les Néandertaliens avaient les mêmes possibilités physiques que les hommes modernes concernant la production d'un langage articulé.
- Entre 60 000 et 55 000 ans AP : sépultures d'Amud 1, un Néandertalien adulte découvert en 1961, et d'Amud 7, un enfant découvert en 1993-1994 dans une grotte près du nahal Amud, en Galilée (Israël)[14]. Des restes de plantes grasses, d'arbres fruitiers et d'herbes médicinales ont été retrouvés dans la grotte d'Amud[15].
- De 60 000 à 44 000 ans AP : vestiges fossiles et lithiques néandertaliens trouvés dans la grotte de Shanidar, au Kurdistan irakien. Shanidar I, surnommé « Nandy », squelette fossile relativement complet daté de 44 000 ans, âgé entre 40 et 50 ans à son décès, avait subi des blessures longtemps avant de mourir. On débat encore sur l'existence de sépultures à Shanidar[16]. Shanidar IV est notamment entouré de très nombreux restes de pollen, interprétés comme le résultat possible d'un dépôt de fleurs autour du défunt[17].
- 55 000 ans AP : une calotte crânienne d’Homo sapiens de morphologie moderne, découverte dans la grotte de Manot, en Israël, appuie l’hypothèse d’une dernière sortie d’Afrique par le Levant[12].

### Europe

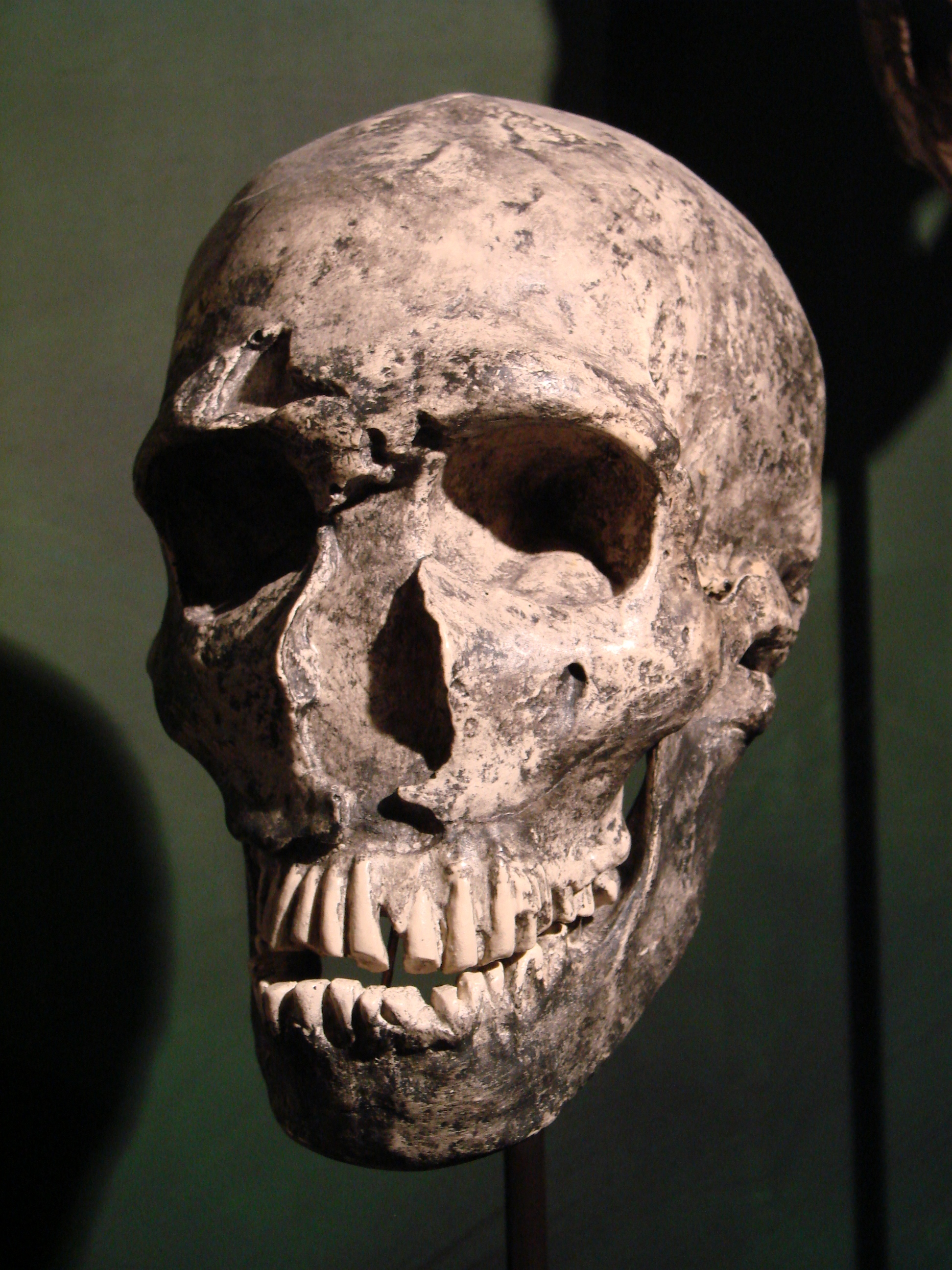
Crâne de l'Homme de Néandertal de La Ferrassie

- 70 000 ans avant le présent (AP) : la grotte du Regourdou, en Dordogne, livre une sépulture néandertalienne vieille de 70 000 ans, placée sous une grande dalle rocheuse à côté des ossements d'un ours brun[18].
- Entre 70 000 et 60 000 ans AP : sépulture d'un enfant néandertalien découverte au Roc de Marsal, en Dordogne[19].
- 66 000 ans AP : le site de Banyoles, en Espagne (en castillan Bañolas, près de Gérone), livre une mandibule (la « mandibule de Banyoles (ca) ») attribuée à un Néandertalien, exhumée en 1887 et datée en 2006 de 66 000 ans +/- 7000 ans[20].
- 64 000 ans AP : sépulture néandertalienne de La Ferrassie 8, découverte en 1909 en Dordogne[19]. Le site a livré en tout 8 sépultures de Néandertaliens, dont 2 adultes, 4 enfants, un nourrisson et un fœtus[21].

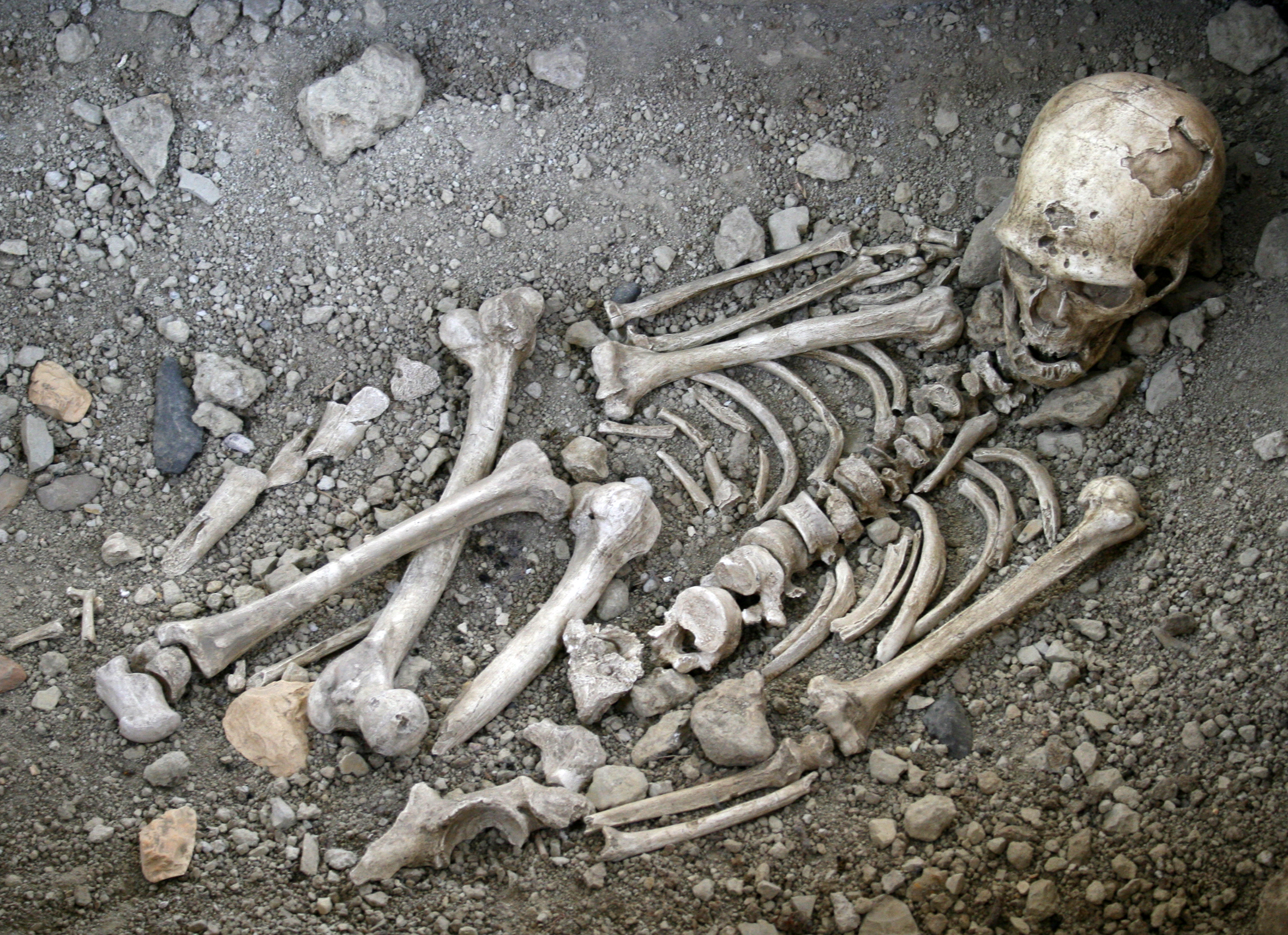
Reconstitution de la sépulture de la Chapelle-aux-Saints

- 60 000 ans AP : sépulture de l'Homme de La Chapelle-aux-Saints 1, un Néandertalien surnommé « le vieillard », mise au jour en 1908 en Corrèze, la première tombe néandertalienne découverte en France, un an avant celles de La Ferrassie.
- Entre 60 000 et 45 000 ans AP : Homme de Néandertal du site de la Quina, en Charente, associé à une industrie lithique du faciès dit « Moustérien de type Quina ». Des cavités cotiloïdes de grands mammifères (bison, cheval) ont été façonnées afin de servir de bol.
- Entre 57 000 et 51 000 ans AP : grotte Guattari, site préhistorique du mont Circé, au sud-est de Rome, où l'on a trouvé le crâne et la mâchoire d'un Homme de Néandertal, Monte Circeo 1. Les mutilations du crâne ont été d’abord interprétées comme un témoignage de rituel anthropophage, mais des études en 1991 les ont considérées comme l’œuvre de hyènes[22].
- De 56 000 à 40 000 ans AP : occupation humaine des abris sous roche du Moustier, en Dordogne[23]. Ils livrent des restes de Néandertaliens et une industrie lithique qui donne son nom à la culture du Moustérien.